# Challenger de Charlottesville 2021
El torneo Charlottesville Men's Pro Challenger 2021 fue un torneo de tenis perteneció al ATP Challenger Tour 2021 en la categoría Challenger 80. Se trató de la 12.ª edición, el torneo tuvo lugar en la ciudad de Charlottesville (Estados Unidos), desde el 1 hasta el 7 de noviembre de 2021 sobre pista dura bajo techo.

## Jugadores participantes del cuadro de individuales
| Favorito | País                      | Jugador          | Rank1 | Posición en el torneo |
| -------- | ------------------------- | ---------------- | ----- | --------------------- |
| 1        | Bandera de Canadá         | Vasek Pospisil   | 85    | Primera ronda         |
| 2        | Bandera de Japón          | Taro Daniel      | 120   | Primera ronda         |
| 3        | Bandera de Estados Unidos | Mitchell Krueger | 147   | Primera ronda         |
| 4        | Bandera de Estados Unidos | Jack Sock        | 152   | Cuartos de final      |
| 5        | Bandera de Kazajistán     | Dmitry Popko     | 162   | Primera ronda         |
| 6        | Bandera de China Taipéi   | Jason Jung       | 166   | Primera ronda         |
| 7        | Bandera de Estados Unidos | Bjorn Fratangelo | 172   | Primera ronda         |
| 8        | Bandera de Eslovenia      | Blaž Rola        | 177   | Primera ronda         |

- 1 Se ha tomado en cuenta el ranking del 25 de octubre de 2021.

### Otros participantes
Los siguientes jugadores recibieron una invitación (wild card), por lo tanto ingresan directamente al cuadro principal (WC):
- Martin Damm
- Emilio Nava
- Jeffrey von der Schulenburg

Los siguientes jugadores ingresan al cuadro principal tras disputar el cuadro clasificatorio (Q):
- Nick Chappell
- Christian Harrison
- Denis Kudla
- Iñaki Montes de la Torre

## Campeones

### Individual Masculino
- Stefan Kozlov derrotó en la final a  Aleksandar Vukic, 6–2, 6–3

### Dobles Masculino
- William Blumberg /  Max Schnur derrotaron en la final a  Treat Huey /  Frederik Nielsen, 3–6, 6–1, [14–12]